# Regmatodon muelleri
Regmatodon muelleri là một loài Rêu trong họ Regmatodontaceae. Loài này được (Dozy & Molk.) Müll. Hal. miêu tả khoa học đầu tiên năm 1869.